# Tubbreva
Tubbreva là một chi ốc biển nhỏ, là động vật thân mềm chân bụng sống ở biển trong họ Cingulopsidae.

## Các loài
Các loài trong chi Tubbreva gồm có:
- Tubbreva micrometrica (Aradas & Benoit, 1876)[2]